# Целинный (кинотеатр)
Кинотеатр «Целинный» — кинотеатр высшего разряда с широкоформатным экраном, один из крупнейших в Алма-Ате, функционировавший с 1964 по 2014 годы.

## История
Кинотеатр «Целинный» был построен в 1964 году. Располагал широкоформатным экраном с большим залом на 1536 мест, был одним из крупнейших в городе и относился к высшему разряду. В 1982 году кинотеатр посетило более 2 млн человек.
В 2000 году кинотеатр был реконструирован и переделан в двухзальный. Вместо прежнего зала с широкоформатным экраном и 1536 местами, созданы два зрительных зала по 322 места — зелёный и красный. В залах установлены проекторы Simplex Millennium, 7-канальные звуковые системы Dolby Digital Surround EX и экраны 13,7х5,7. Часть здания была отдана под ночной клуб, вход которого расположен в южном торце здания кинотеатра.
С 2014 года не работает, после того как владельцами в том же году здание кинотеатра было заложено под залог, в результате они не вернули заём, и залогодатель выставил его на продажу. Стоимость продажи кинотеатра равна 6 500 000 долларов.
В 2015 году здание кинотеатра «Целинный» выкупил предприниматель Кайрат Боранбаев, который и стал новым владельцем нескольких старых кинотеатров. Общественность города выражала озабоченность по поводу судьбы кинотеатра, так как ранее сносу подвергся кинотеатр «Алатау», приобретённой этой же компанией.
В 2016 году было объявлено о планах по созданию выставочного пространства в здании кинотеатра. В феврале 2018 года градостроительным советом был утверждён проект реконструкции здания кинотеатра.
По состоянию на конец августа 2022 года ведётся реконструкция здания.